# Diane Bish
Diane Joyce Bish (Wichita, Kansas, 25 de mayo de 1941), es una organista estadounidense. Desde la década de 1980 es la anfitriona del programa de televisión The Joy of Music que se transmite a nivel mundial. 

## Educación y vida personal
Bish obtuvo su High School Diploma en 1959 por la Wichita East High School en Wichita, Kansas Ella comenzó a tocar el órgano instalado en el Auditorium de su escuela, instrumento que data de 1925 y que fuera construido por la casa Austin Organ. En 1984 la señorita Bish regresó a tocar en su antigua escuela con el objetivo de recaudar fondos para restaurar el instrumento.
Diane Bisch comenzó a estudiar seriamente el órgano, primero con Dorothy Addy, posteriormente con Mildred Andrews. Años más tarde recibió la beca Fulbright del gobierno francés para cubrir sus estudios en Ámsterdam con Gustav Leonhardt y en París con Nadia Boulanger y Marie-Claire Alain.
En octubre de 2002 un fuego consumió la casa que compartía con la arpista Susan McDonald en Bloomington, Indiana perdiendo entre otras pertenencias un piano de cola Yamaha y un órgano digital Rodgers. Ambas mujeres lograron salvar sus vidas ilesas.

## Carrera
Desde principios de la década de los años 70, Bish sirvió como organista y artista residente de la Coral Ridge Presbyterian Church en Fort Lauderdale, Florida; posición en que se mantuvo por más de veinte años y donde personalmente diseñó el monumental órgano marca Ruffatti que aún se usa en el santuario. Durante este periodo comenzó a producir el semanario televisivo The Joy of Music dedicado exclusivamente a la música para órgano. En 1986 la crítica del South Florida Sun-Sentinel expresó: Bish combina prodigiosamente música y religión en una vida enteramente consagrada al servicio de la iglesia, a sus series de concierto y a su propio show de televisión.
Desde 2016 el programa The Joy of Music continúa estrenando sus performances desde diversas localidades del planeta, incluyendo Norteamérica y Europa. El programa puede verse por ciertas cadenas televisivas y online vía YouTube Desde los comienzos del show en los años años 80, Bish ha grabado más de 500 episodios, cada uno desde un órgano diferente incluyendo órganos de tubo y digitales. 
Desde que concluyera su labor como organista en Fort Lauderdale, Bish hace más frecuentes sus apariciones en conciertos y recitales en los Estados Unidos.

## Premios y honores
El 29 de abril de 2016, Diane Bish fue galardonada por su meritoria carrera por parte del Chapter of the American Guild of Organists en la histórica Marble Collegiate Church en New York. Anteriormente en 1989 ya había sido premiada por la National Federation of Music Clubs of America, considerándose la máxima distinción otorgada por esta federación.
Diane Bish cuenta con una amplia discografía que incluye el repertorio barroco, religioso hasta obras más contemporáneas.